# Kristof Beyens
Kristof Beyens, född 13 juli 1983, är en friidrottare från Belgien. Han deltog vid olympiska sommarspelen 2008.